# Raclette (fromage)
Pour les articles homonymes, voir Raclette (homonymie).
Le raclette, est un fromage à base de lait cru de vache, à pâte pressée non cuite d'origine du canton du Valais en Suisse. Il est notamment utilisé pour la préparation de la raclette. Des fromages à raclette au lait cru ou de type pasteurisé sont aujourd'hui fabriqués dans de nombreuses régions de Suisse, mais aussi en France, au Québec et en Australie.
Sa meilleure période de consommation s'étend de novembre à avril.

## Fromages

### AOP Raclette du Valais
Le Raclette du Valais a obtenu en 2003 en Suisse une AOP limitant la production du Raclette du Valais au seul canton du Valais, fixant un cahier des charges précis pour sa fabrication (lait cru...) et protégeant les termes : Raclette du Valais, à la coupe et à rebibes, ainsi que le terme raclette. Attaquée par un recours déposé auprès du Tribunal fédéral par différents fabricants d'autres cantons produisant une quantité importante de fromages à raclette, la protection du terme seul raclette a été supprimée en 2007, au motif que raclette désigne une préparation culinaire (la raclette) et non un fromage,. Les termes Raclette du Valais, à la coupe et à rebibes restent cependant protégés.
Sa période de dégustation optimale s'étale de novembre à février après un affinage de 3 à 6 mois de la tome d'un poids moyen de 6 kg. Il est proposé en de nombreuses variantes, au vin blanc, fumé, au poivre ou encore aux herbes.

## Variantes

### Raclette de Savoie
Le Raclette de Savoie a obtenu une indication géographique protégée (IGP), le 27 janvier 2017. Les opérations de production du lait, de transformation et d’affinage ont lieu dans l’aire géographique délimitée, qui comprend la totalité des communes des départements de Savoie et de Haute-Savoie, et quelques communes limitrophes de l’Ain et de l’Isère. Le lait provient essentiellement de vaches de races : Abondance, Montbéliarde ou Tarentaise. L’alimentation des vaches repose principalement sur des fourrages verts. Le nombre opérateur en 2016 est de : 659 producteurs laitiers ; 6 producteurs fermiers ; 1 transformateur ; 5 affineurs et 8 transformateurs-affineurs. Sa période de dégustation optimale s'étale d'octobre à décembre après un affinage de 4 à 5 mois, mais il se déguste également d'août à avril.

### Raclette de Franche-Comté
Le fromage à raclette se fabrique également en Franche-Comté : il s'agit d'un fromage au lait cru ou pasteurisé à pâte pressée non cuite, affiné pendant huit semaines au minimum (cf. cuisine franc-comtoise).

### Raclette de Belgique
Le fromage à raclette se fabrique également en Belgique :
- Samson Raclette
- Val-Dieu Raclette

### Raclettes d'Australie
Deux fromages à raclette sont produits en Australie :
- Heidi Farm Raclette
- Maleny Raclette

### Raclettes du Québec
Du fromage à raclette est produit au Québec.
- Raclette des Appalaches
- Spyros
- La Raclette d'Oka
- Raclette de Compton (nature et au poivre)
- Religieuse

### Raclettes du Chili
Du fromage à raclette est produit au Chili.
- Raclette Mondion[14].

### Fromages consommables en raclette
Certains fromages, fondant facilement, peuvent être utilisés pour la raclette :
- Le mont d'Or ;
- Le maroilles ;
- Le rondin de brebis[15] ;
- Les tommes (Provence, Savoie, Pyrénées...) ;
- Le reblochon ;
- Le livarot ;
- Le cheddar ;
- Le bleu de Gex ;
- Le morbier ;
- Le mamirolle ;
- Le saint-nectaire ;
- La fourme d'Ambert ;
- L'abondance[16],[17]...